# Alastor bucida
Alastor bucida är en stekelart som beskrevs av Henri Saussure 1853. Alastor bucida ingår i släktet Alastor och familjen Eumenidae. Inga underarter finns listade i Catalogue of Life.